# Nationaal Park Drents-Friese Wold

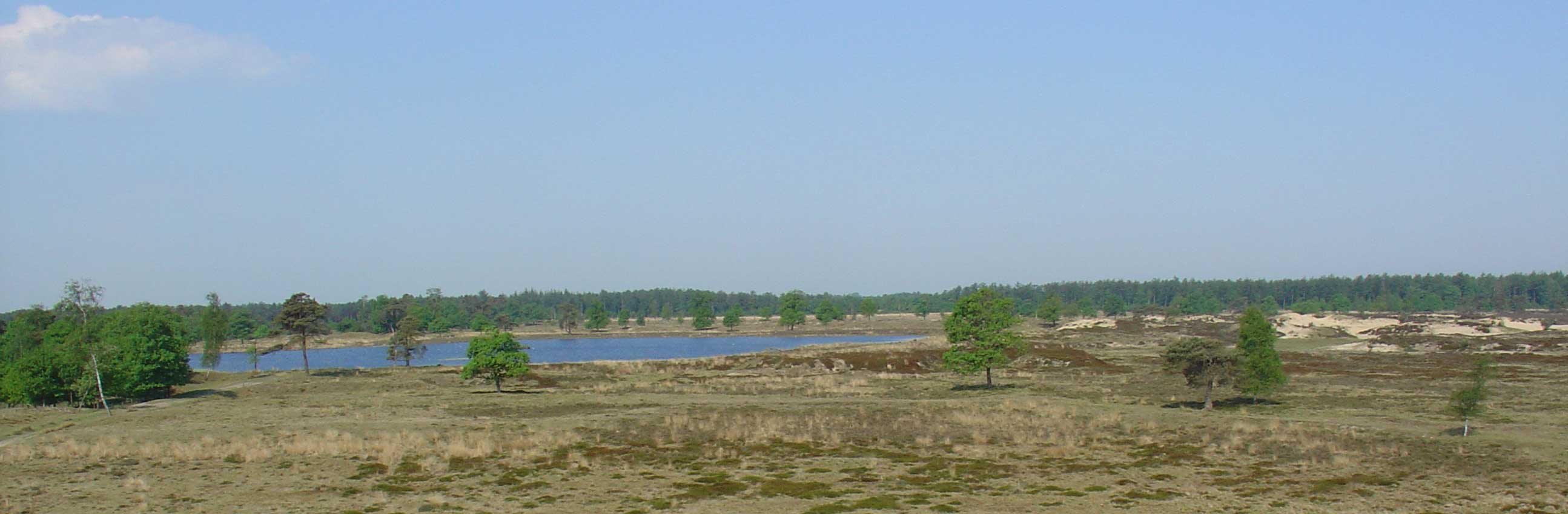
Grenspoel in het Aekingerzand

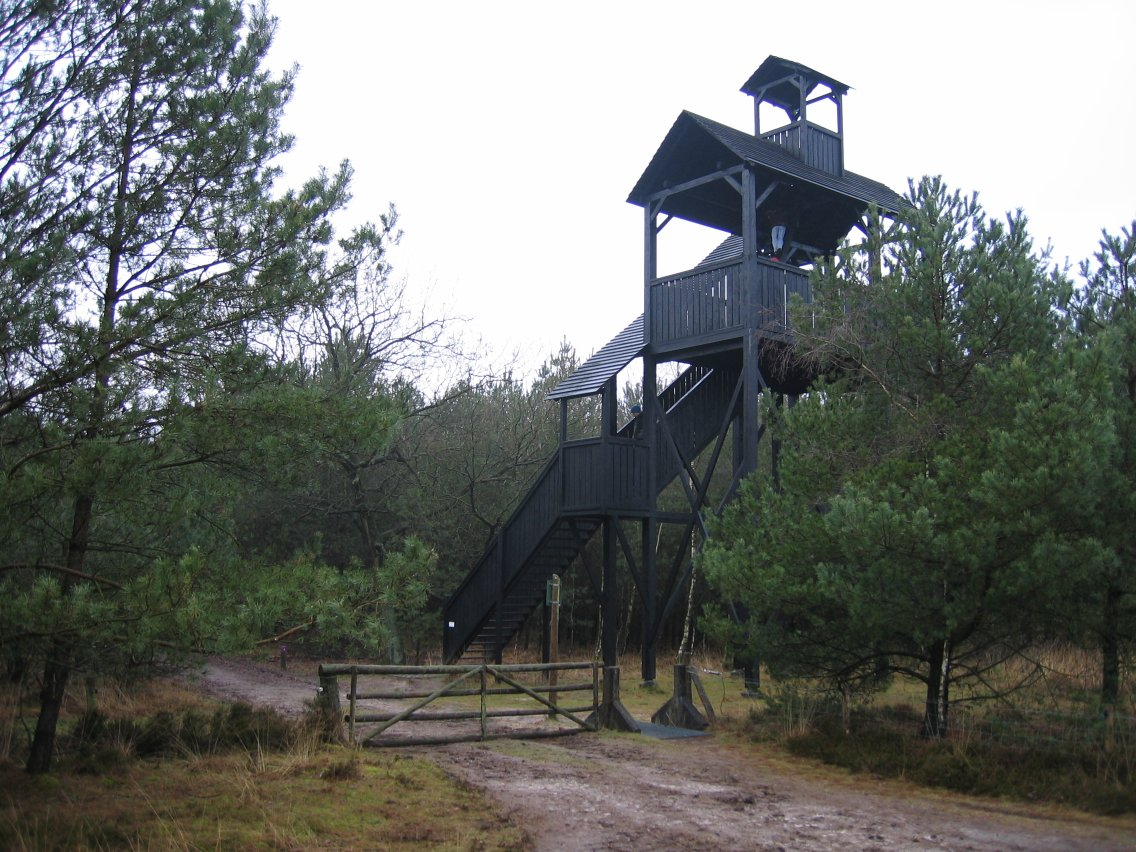
Uitkijktoren bij het Doldersummerveld, januari 2005

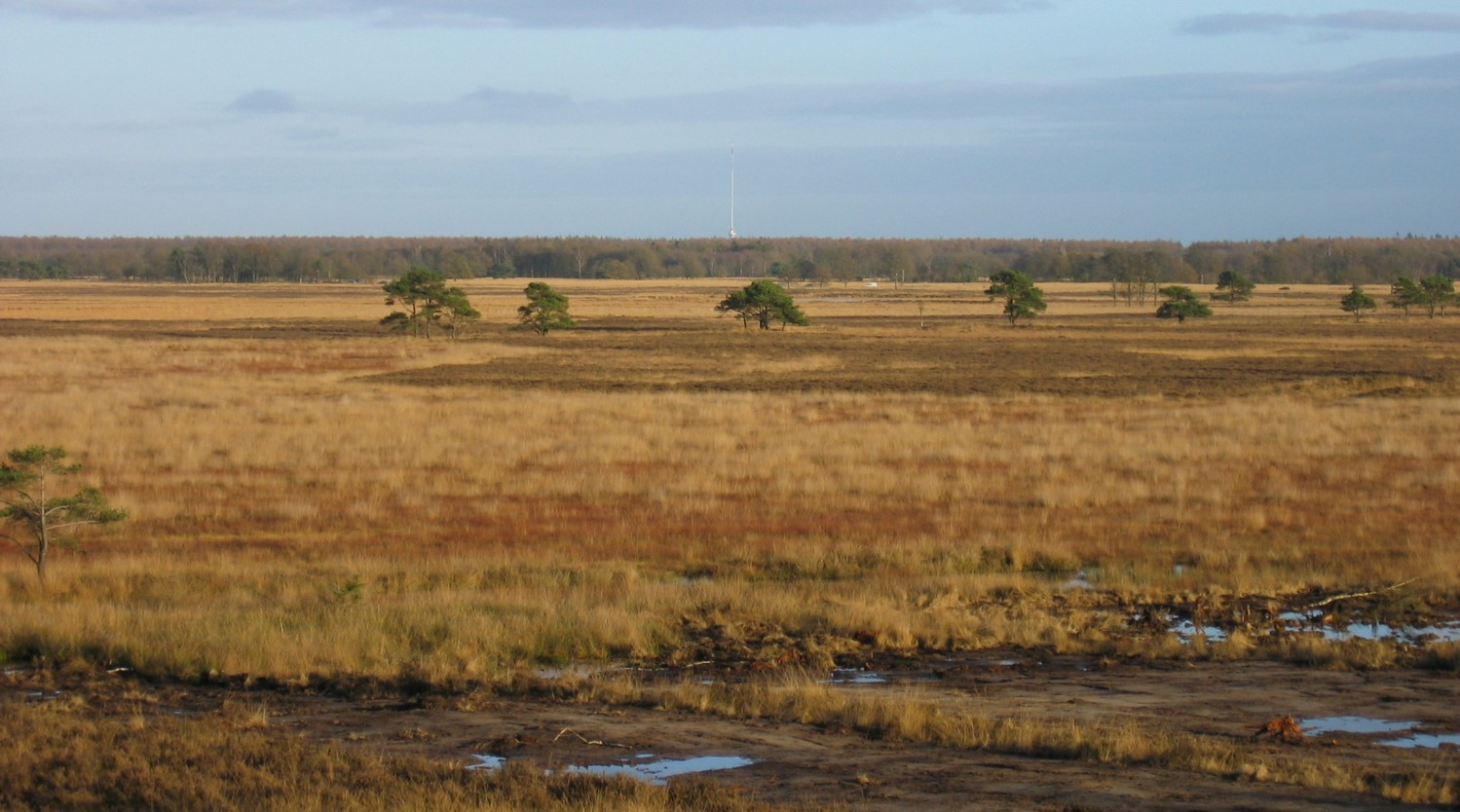
Doldersummerveld vanaf uitkijktoren, op de achtergrond de Televisietoren van Smilde

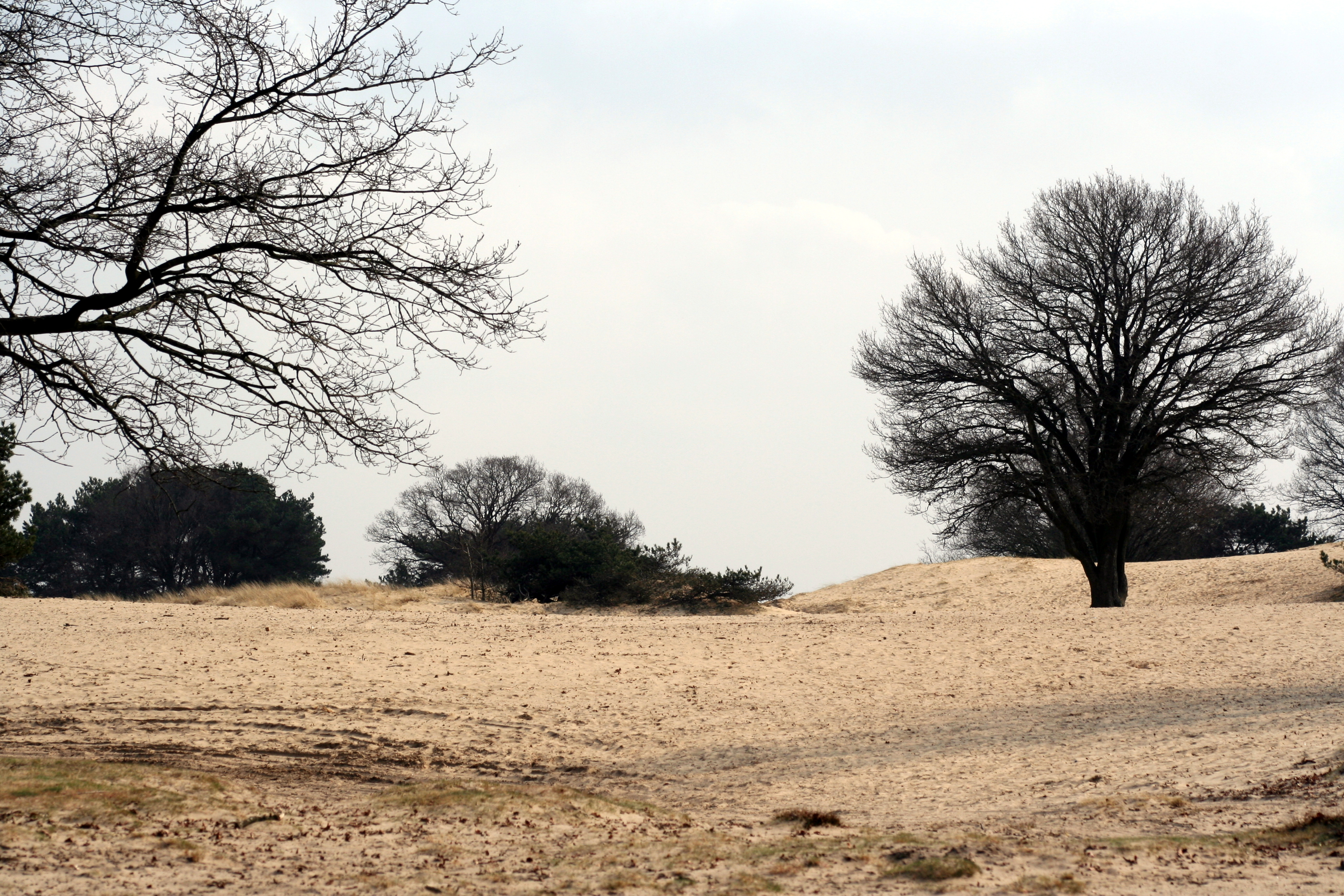
Aekingerzand, Drents- Friese woud

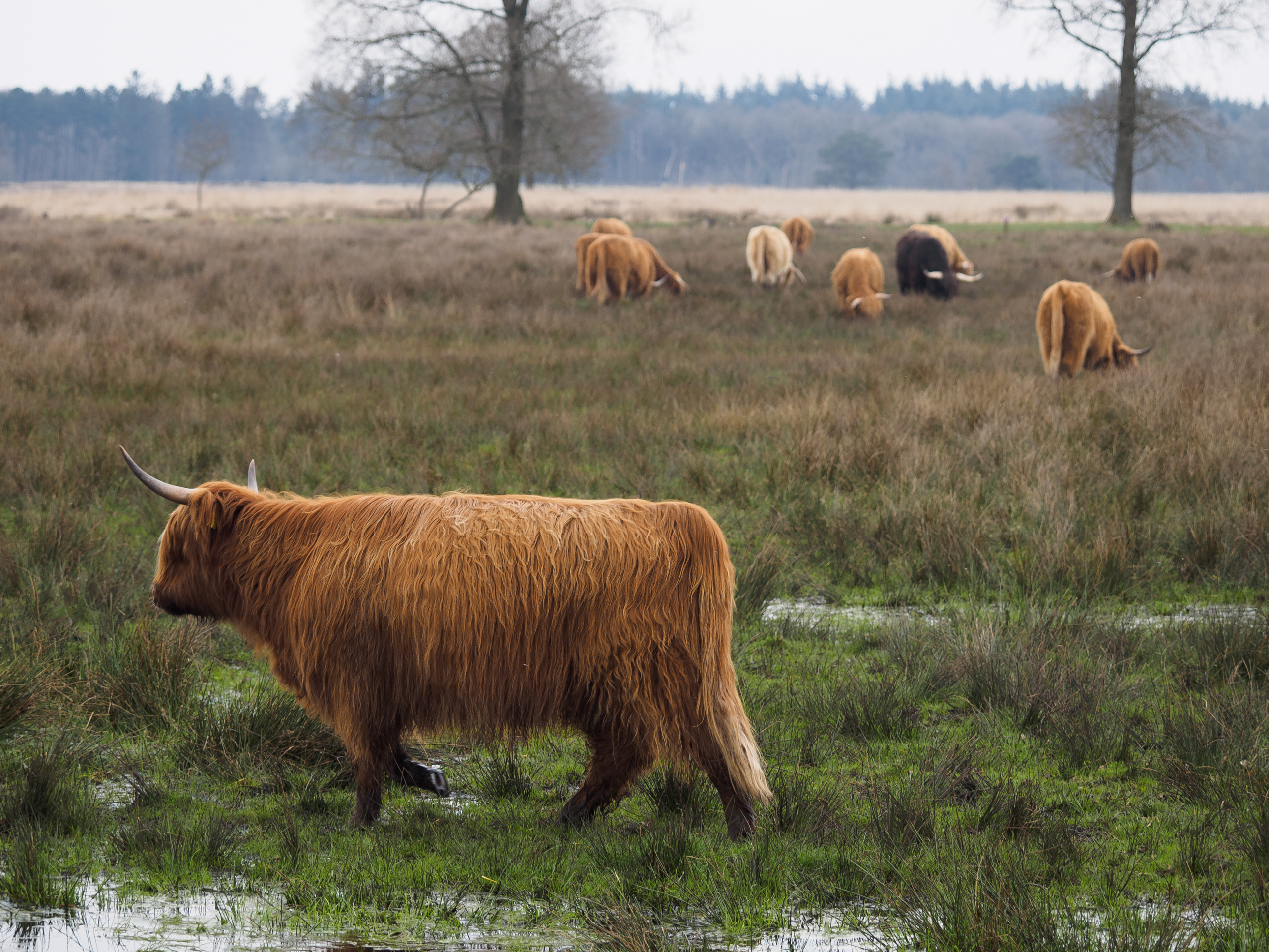
Grazende Schotse hooglanders

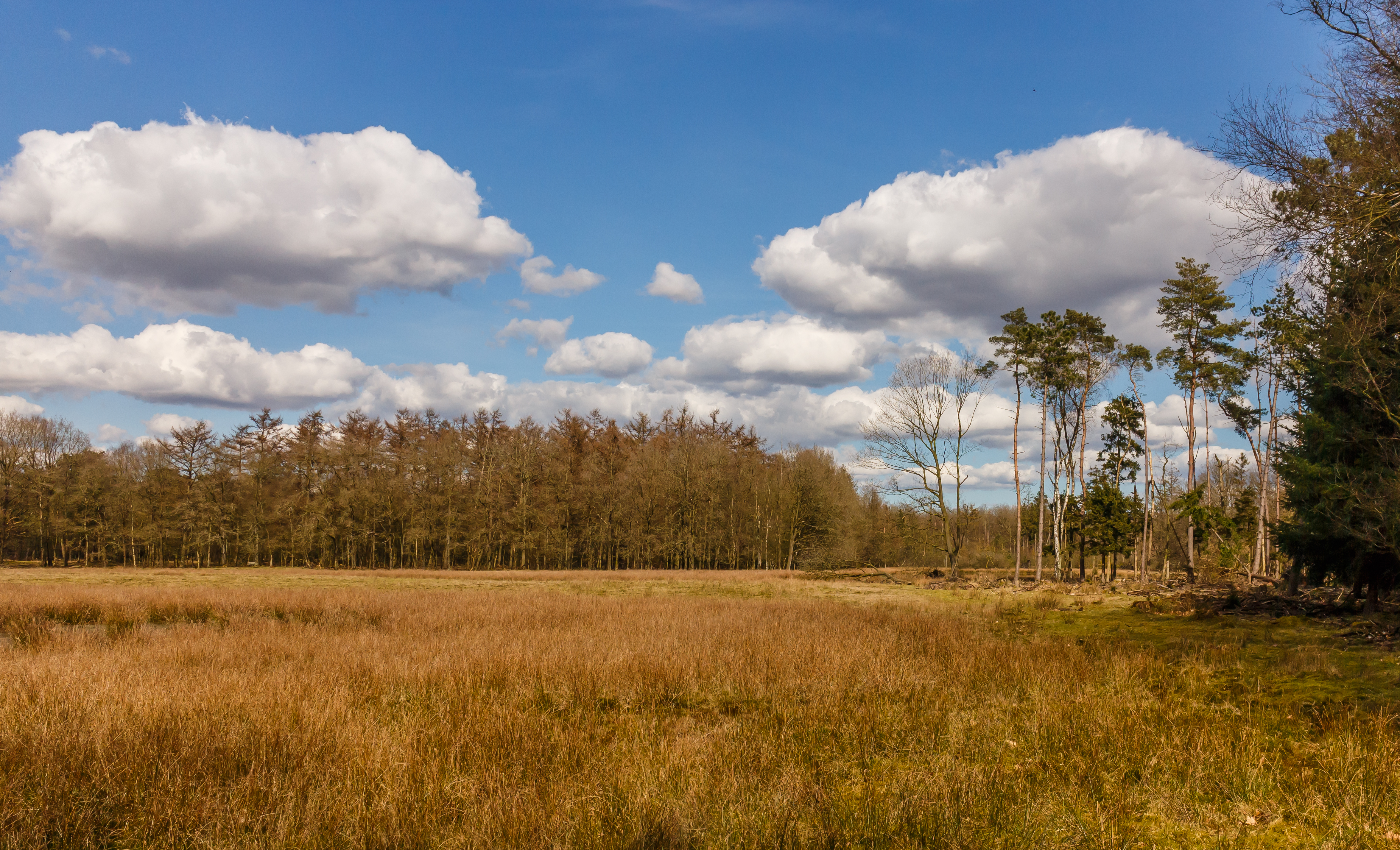
Dieverzand. Bosrand

Het Nationaal Park Drents-Friese Wold is een groot aaneengesloten natuurgebied op de grens van de Nederlandse provincies Friesland en Drenthe. Het ruim 61 km² grote nationale park bestaat uit bos, heide en stuifzanden.
Belangrijke plaatsen aan de randen van het park zijn de dorpen Appelscha en vlechtdorp Noordwolde in Zuidoost-Friesland en Doldersum, Diever, Hoogersmilde, Wapse en Vledder in Drenthe.

## Landschap
Het karakter van het gebied is in belangrijke mate beïnvloed door de esdorpencultuur. Grote delen zoals het Doldersummerveld, Aekingerzand, Berkenheuvel en Wapserveld werden eeuwenlang door de boeren uit de omliggende dorpen gebruikt voor het begrazen door schapen. Door deze eeuwenlange begrazing en het afsteken van plaggen voor de potstalcultuur, werden mineralen afgevoerd en verschraalden grote delen van de zure zandgrond. Op die plaatsen ontstonden heidevelden en soms stuifzand. Het Aekingerzand bij Appelscha heet in de volksmond ook wel de 'Kale duinen'.
Met name op die stuifzanden ontstonden kleine heuveltjes of duintjes. Later, in de 19e eeuw, na de uitvinding van kunstmest, werden die stuifzanden en heideterreinen (of 'woeste gronden') bebost. Men plantte er inheemse soorten als eiken en grove dennen, maar ook uitheemse soorten als douglasspar, Amerikaanse eik of Japanse lariks.
De Vledder Aa neemt een bijzondere plaats in in dit nationale park. Deze beek is de enige in Nederland die zijn bovenloop volledig in een natuurlijke omgeving heeft liggen. In de jaren 2002 en 2003 is gewerkt aan natuurherstel van de bovenloop van deze beek. Ook het beekdal van de Tilgrup, een beek die in de Vledder Aa uitmondt, werd gedeeltelijk weer hersteld. Tevens werd de kunstmatige instroom van gebiedsvreemd en vervuild water uit de Drentsche Hoofdvaart via de Tilgrup naar de Vledder Aa afgesloten.
Door een grote natuurbrand op het Doldersummerveld ging er op 7 augustus 2018 ongeveer 75 hectare heide verloren op het grensgebied van Drenthe en Friesland, bij het dorpje Wateren. Om de brand te bestrijden, werd er onder meer een Chinookhelikopter van defensie ingezet.

## Cultuurhistorie
Grote delen van het gebied speelden een belangrijke rol in de esdorpencultuur. Maar er zijn al veel oudere sporen van bewoning. Bij Diever ligt een hunebed aan de rand van het park. Niet ver van Doldersum liggen een paar grafheuvels en op diverse plaatsen zijn sporen van bewoning uit het Neolithicum (Late Steentijd) en de ijzertijd gevonden.
In het park ligt, op ongeveer drie kilometer van Diever, een onderduikershol uit de Tweede Wereldoorlog.

## Flora en fauna
Het gebied herbergt onder meer de volgende diersoorten: boommarter, wolf, vos, ree, Sayaguesa, steenmarter, buizerd, havik, raaf, diverse spechtensoorten, wespendief, hazelworm, kamsalamander, levendbarende hagedis, adder, gladde slang, ringslang. Plantensoorten in het park zijn onder andere: klokjesgentiaan, lavendelhei, stekende wolfsklauw en zonnedauw.

## Beheerders
Er zijn vier belangrijke beheerders van dit nationale park:
- Staatsbosbeheer - heeft 4150 hectare in beheer (vooral in het noorden en oosten bij Hoogersmilde, Diever en Appelscha);
- Natuurmonumenten - beheert 950 hectare bij Diever (met het Wapserveld en het gebied Berkenheuvel);
- Het Drentse Landschap - beheert 450 hectare bij Doldersum (Doldersummerveld);
- De Maatschappij van Weldadigheid - beheert 200 hectare bos in het zuidwesten van het park (bij Doldersum).

Circa 400 ha is in beheer van zo'n 80 andere particuliere eigenaren.

## Toerisme
In het hele park ligt een uitgebreid stelsel van geasfalteerde fietspaden. Veel toeristen komen er dan ook om te fietsen. Staatsbosbeheer heeft voor mountainbikers aparte routes aangelegd. Eind mei is de jaarlijkse internationale Drents Friese Woud wandelvierdaagse Diever.
Bij Appelscha is het bezoekerscentrum Drents-Friese Wold gevestigd, daarnaast is er een informatiecentrum in Diever.